# 克斯廷·弗尔斯特
克斯廷·弗尔斯特（德語：Kerstin Förster，1965年11月9日—），旧姓皮洛特（Pieloth），德国女子赛艇运动员。她曾代表东德参加1988年夏季奥林匹克运动会赛艇比赛，获得女子四人双桨金牌。